# Manuele Cecconello
Manuele Cecconello (Vercelli, 1969) è un fotografo e regista italiano.

## Biografia
Terminati gli studi in Lettere con una tesi su Andrej Tarkovskij, dopo una collaborazione con il Museo Nazionale del Cinema di Torino, Manuele Cecconello intraprende un percorso professionale che si concentra tanto sulla produzione quanto sulla didattica dell'audiovisivo.
Dopo una prima esperienza lavorativa nell'ambito della formazione all'audiovisivo per soggetti diversamente abili, Cecconello dirige per tre anni la casa editrice Grafica Santhiatese, allestendo un catalogo che ha come temi centrali “Storia e critica del cinema” e “Cultura regionale del Piemonte”.
Negli anni '90 l'attività artistica – sviluppatasi tra fotografia e cinema sperimentale – inizia a rivolgersi al mercato, dando avvio alla società di produzione Prospettiva Nevskij. Dal 1992 Cecconello ha diretto oltre un centinaio di opere cinematografiche, frequentemente selezionate per la partecipazione a festival e rassegne.
Al 2006 risale il primo lungometraggio a soggetto, “Beato colui che sarà visto dai tuoi occhi”, che promuove il Santuario di Oropa (Biella) attraverso un racconto di ricerca dove coesistono registro documentaristico e slancio visionario. Nello stesso anno Cecconello è ospite con una rassegna antologica di opere al 28º Festival del cinema latinoamericano di L'Havana, Cuba; nei giorni del Festival Cecconello gira un videodiario intitolato “Cuban Experimental Winter”, una riflessione in prima persona sul cinema sperimentale.
Nel 2007 Cecconello riceve il premio “L'occhio insonne” al II Festival di poesia civile di Vercelli; nello stesso anno il regista realizza “Olga e il tempo. Parte prima: epica minima del mattino”, film che è stato in concorso in vari festival internazionali aggiudicandosi vari premi tra cui il premio per il miglior documentario al Flahertiana International Film Festival di Perm (Russia) e il Gran Premio della Giuria al XXVI Festival di Annecy.
“Olga e il tempo” è il primo capitolo di una trilogia che avrà conclusione nel 2009. Si tratta dell'opera a tutt'oggi più matura ed elaborata nella filmografia di Cecconello: "L'amore per la montagna, una devozione simbiotica con la natura, una dignità salda fondata sul lavoro, rappresentano il mondo di Olga, icona solitaria di tutti i pastori di questa parte del Piemonte: il Biellese" (M.C.).

## Filmografia parziale

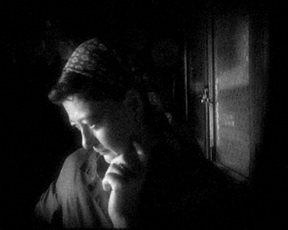
Olga e il tempo. Parte prima. 2007

- Olga e il tempo - Parte Prima: Epica Minima del Mattino, 2007 (regia, soggetto, sceneggiatura, montaggio, fotografia, suono, produttore, operatore)
- Hoc erat in Votis, 2007 (regia, soggetto, sceneggiatura, montaggio, fotografia, suono, produttore, operatore)
- Adriano Massazza Gal - Nel Cuore la Giustizia, 2007 (regia, soggetto, sceneggiatura, montaggio, fotografia, suono, operatore)
- Olga e il tempo - Olga e il Tempo. Parte Seconda: Equinozio del Pomeriggio, 2008 (regia, soggetto, sceneggiatura, montaggio, fotografia, suono, produttore, operatore)
- Stro logo - Autobiografia del Torrente Strona, 2009 (regia, sceneggiatura, montaggio, fotografia, suono, produttore)
- Rinaldo Rigola: L'Onorevole Operaio, 2010 (regia, montaggio, fotografia, suono, produttore)
- Sentire l'aria, 2010 (regia, fotografia, produttore, montatore, sonoro)
- Accadde a Salussola. 9 marzo 1945, 2025 (regia)